# Парадримония
Парадримо́ния (лат. Paradrymonia) — род многолетних эпифитных и наземных трав и полукустарников семейства Геснериевые (лат. Gesneriaceae). Некоторые виды выращивают как декоративные растения.

## Этимология названия
Название рода происходит от греч. παρα «para» — близко, около, подобно, и названия рода Дримония (Drymonia) семейства Геснериевые.

## Ботаническое описание
Многолетние эпифитные полукустарники или лианы; наземные полукустарники или травы. Стебли прямостоячие, восходящие или цепляющиеся, часто суккулентные. Листья варьируют от изофиллических до выражено анизофиллических (в пределах отдельных популяций вида), обычно ланцетные, толщина вариирует от перепончатых до мясистых, у наземных видов собраны в большие густые розетки на коротком стебле.
Соцветия пазушные, цимозные — многоцветковый плотный завиток; цветоножка недлинная, редко превышает длину венчика; соцветия обычно собраны в густой пучок у поверхности почвы или скрыты среди листьев. Чашелистики свободные, линейные или ланцетные. Венчик колокольчатый или воронковидный, белый или желтоватый, с красными или фиолетовыми пятнами и штрихами в зеве. Тычинок 4, не выступающие за пределы венчика, пыльники сросшиеся, открываются по продольным бороздкам. Нектарник в виде 1 или 2 желёз. Завязь верхняя.
Плод — вдухстворчатая коробочка.

## Ареал и местообитание
Юго-восток Бразилии, Колумбия. Обитает в горных лесах, как эпифит или наземное растение.

## Хозяйственное значение и применение
Декоративно-лиственное и красивоцветущее растение для интерьера.

### Агротехника
Посадка. Сажают в очень рыхлый, питательный водо- и воздухопроницаемый субстрат, например земляная смесь для сенполий с добавлением вермикулита, резаного сфагнума и кусочков древесного угля. Необходим хороший дренаж из слоя керамзита или черепков.
Уход. Теплолюбивое растение, оптимальная температура не ниже 20-22°С. Хорошо растёт на светлом, слегка затенённом месте. Следует оберегать от прямых солнечных лучей. Нуждается в повышенной влажности воздуха. Полив регулярный, обильный; зимой умеренный. Регулярные подкормки в период роста: весной и летом — 1 раз в 3 недели жидким удобрением для цветущих растений, ½ дозы от рекомендованной на упаковке. С октября по февраль наступает период относительного покоя; надземная часть растения не отмирает, но полив надо уменьшить, не подкармливать, содержать при 16—17°С.
При обеспечении правильного режима выращивания растение способно цвести круглый год.
Размножение. Весной: при пересадке, делением куста; листовыми черенками, которые отделяют у самого стебля и укореняют в воде или в лёгком субстрате, в комнатной тепличке, при температуре субстрата не ниже 22—24°С. Тепличку регулярно проветривают.

## Виды
По информации базы данных The Plant List, род включает 31 вид:
- Paradrymonia alata Kriebel
- Paradrymonia alba Wiehler — Парадримония белая
- Paradrymonia anisophylla Feuillet & L.E.Skog
- Paradrymonia aurea Wiehler — Парадримония золотая
- Paradrymonia barbata Feuillet & L.E.Skog
- Paradrymonia binata Wiehler
- Paradrymonia buchtienii (Mansf.) Wiehler
- Paradrymonia campostyla (Leeuwenb.) Wiehler
- Paradrymonia ciliosa (Mart.) Wiehler typus — Парадримония реснитчатая
- Paradrymonia conferta (C.V.Morton) Wiehler — Парадримония сжатая
- Paradrymonia congesta (Oerst.) Wiehler — Парадримония скрученная
- Paradrymonia darienensis (Seem.) Wiehler
- Paradrymonia decurrens (C.V.Morton) Wiehler — Парадримония низбегающая
- Paradrymonia densa (C.H.Wright) Wiehler — Парадримония плотная
- Paradrymonia erythropus (Hook.f.) Wiehler
- Paradrymonia flava Wiehler
- Paradrymonia fuquaiana Wiehler
- Paradrymonia hansteiniana (Mansf.) Wiehler
- Paradrymonia hirta L.E.Skog
- Paradrymonia hypocyrta Wiehler
- Paradrymonia lacera Wiehler
- Paradrymonia lineata (C.V.Morton) Wiehler — Парадримония линейная
- Paradrymonia longifolia (Poepp.) Wiehler — Парадримония длиннолистная
- Paradrymonia longipetiolata (Donn.Sm.) Wiehler — Парадримония длиннолепестковая
- Paradrymonia macrophylla Wiehler — Парадримония крупнолистная
- Paradrymonia maculata (Hook.f.) Wiehler — Парадримония пятнистая
- Paradrymonia metamorphophylla (Donn.Sm.) Wiehler
- Paradrymonia ommata L.E.Skog
- Paradrymonia pedunculata L.E. Skog — Парадримония цветоножковая
- Paradrymonia prististoma Wiehler
- Paradrymonia splendens M.Freiberg